# Ellen Barkin
Ellen Rona Barkin (* 16. dubna 1954, New York , New York, Spojené státy americké) je americká herečka a producentka. Zlom v její kariéře nastal s rolí ve filmu Bistro v roce 1982. Následoval úspěch s rolemi ve filmech Eddie a Cruiseři (1983), Dobrodružství Buckaroo Banzai napříč osmou dimenzí (1984), Láska nebeská (1987), Fešák Johnny (1989) a Moře lásky(1989).
V roce 1991 získala nominaci na cenu Zlatý glóbus za výkon ve filmu Proměna. Mimo to si zahrála ve filmech Když má muž problémy (1992), Cesta na západ (1992), Dospívání po americku (1993), Lháři (1995), Divoký Bill (1995), Fanatik (1996), Strach a hnus v Las Vegas (1998), Krása na zabití (1999), Zločin a trest na předměstí (2000), Palindromy (2004), Nevěřte mužům (2005), Dannyho parťáci 3 (2007), Nejlepší z Brooklynu (2009) a Švec (2014).
V roce 1997 obdržela cenu Emmy za výkon v televizním filmu Before Women Had Wings. V roce 2011 získala cenu Tony za výkon v divadelní hře Stejná srdce Během let 2016 až 2019 hrála hlavní roli v dramatickém seriálu stanice TNT Animal Kingdom.